# Палац Галіль-паші
Палац Галіль-паші — палац турецького намісника Галіль-паші, збудований в Кам'янці (нині Кам'янець-Подільський) після захоплення міста турками у 1672 році. Проіснував до 1699 року.

## Історія
Влітку 1672 року Кам'янець захопили турецькі війська на чолі з султаном Мехмедом IV. Своїм намісником у місті султан призначив Галіль-пашу, для якого з північної сторони Вірменського ринку був зведений новий палац. Палац слугував офіційною резиденцією паші, а його приватне життя проходило у будинку по вул. Госпітальній.
У 1699 році турки залишили місто, оскільки за умовами Карловицького конгресу Поділля та правобережна Україна повертались Польщі. Кам'янець дістався полякам в убогому вигляді — багато архітектурних споруд були зруйновані. За однією з версій не вцілів також палац Галіль-паші, ділянка тривалий час була порожньою, а 1805 року міська шляхта звела тут театр. За іншою версією перший міський театр обладнали у колишньому палаці.
У 1852 році на місці театру розпочали будівництво триповерхового кам'яного будинку, до якого у 1892 році переїхав окружний суд. Нині колишній будинок окружного суду є пам'яткою архітектури (Вірменський ринок, 5).